# Козик, Емельян Васильевич
Емельян Васильевич Козик (1905—1990) — советский военачальник, генерал-майор (1940).

## Биография
Родился в украинской семье крестьянина. Учился в земской школе, окончил высшее начальное училище в 1920 году. Работал круподёром на мельнице, подённым рабочим на торфо- и лесоразработках.
В Красную Армию призван в 1923 году. С 21 января 1923 года служил красноармейцем в 130-м Богунском стрелковом полку, затем с 1 декабря 1923 года по 1 июня 1924 года обучался в дивизионной школе МНС в Житомире. С 1 июня 1924 года командир отделения в том же полку. С 15 сентября 1924 года до 1 августа 1927 года обучается в Киевской пехотной школе РККА. По окончании пехотной школы направлен в погранвойска НКВД командиром манёвренной группы в Олевске. В июле 1928 вступил в ВКП(б). С 4 мая 1930 года помощник начальника заставы 19-го погранотряда. С 31 декабря 1931 года курсовой командир Харьковской школы войск ОГПУ. С 1 апреля 1932 года по 13 мая 1936 года преподаватель Харьковской школы войск НКВД. С 13 мая 1936 года по февраль 1939 года обучается в Военной академии РККА им. М. В. Фрунзе. С 8 марта 1939 года по 26 февраля 1941 года начальник Главного управления войск НКВД СССР по охране особо важных предприятий промышленности. С 26 февраля 1941 года по 31 июля 1941 года начальник ГУПО НКВД СССР.
С 11 августа 1941 года по сентябрь 1941 года обучается в составе Особой группы при Академии Генштаба. С ноября 1941 года по март 1942 года командир 286-й стрелковой дивизии. С марта по апрель 1942 года в распоряжении Военного Совета Ленинградского фронта. С апреля 1942 года по 26 августа 1942 года командир 1-й стрелковой дивизии войск НКВД. С 26 августа 1942 года по 15 июля 1943 года командир 46-й стрелковой дивизии РККА. С 15 июля 1943 года в резерве Ставки Верховного Главнокомандующего. Со 2 ноября 1943 года в распоряжении Главного управления кадров НКО СССР. С декабря 1943 года в распоряжении Военного совета 1-го Украинского фронта. С 6 января 1944 года заместитель командира 280-й стрелковой дивизии Дмитрия Голосова. С 15 февраля 1944 года командир 351-й стрелковой дивизии. С апреля 1944 года в распоряжении Военного совета 1-го Украинского фронта. С июня 1944 года по май 1945 командир 327-й стрелковой дивизии.
С мая по октябрь 1945 года в распоряжении Военного совета ЛВО. С октября 1945 года заместитель командира 267-й стрелковой дивизии, с ноября 1945 года командир этой дивизии. С июля 1946 года заместитель командира 5-й Отдельной гвардейской бригады. С 24 января 1948 года заместитель командира 13-й отдельной гвардейской стрелковой бригады, с 19 марта 1949 года — командир этой бригады. С 15 декабря 1951 года заместитель командира 119-го горнострелкового корпуса Туркестанского военного округа Александра Чудесова. С 15 декабря 1951 года по 1 ноября 1952 года обучается на Высших курсах при Академии Генштаба. С 4 декабря 1953 года в отставке. Был председателем Совета ветеранов сухопутных войск Ленинградского фронта и 46-й стрелковой Лужской дивизии. Умер в 1990 году и похоронен на Волковском православном кладбище.

### Воинские звания
- старший лейтенант с 15 мая 1936 года;
- капитан с 11 апреля 1938 года;
- майор с 1938 года;
- комбриг с 9 марта 1939 года (произведён из майора государственной безопасности);
- генерал-майор с 4 июня 1940 года.

### Награды
- орден Ленина (24.06.1948);
- три ордена Красного Знамени (06.02.1942, 03.11.1944, 30.04.1954);
- орден Отечественной войны I степени (06.11.1985);
- два ордена Красной Звезды (в том числе 04.06.1940);
- медали.